# Horizontální přenos genetické informace

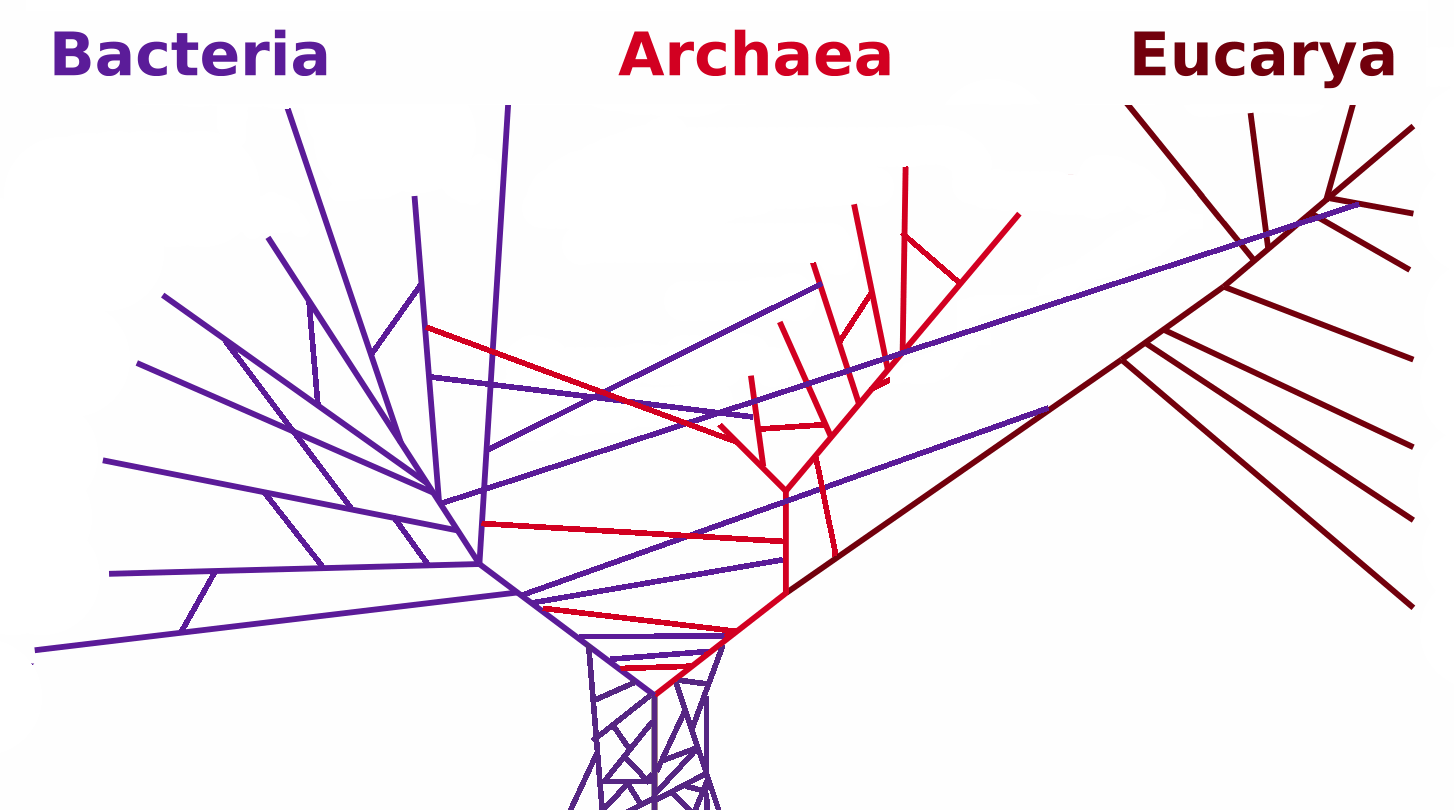
Fylogenetický strom s zaznačenými proudy genetické informace v rámci HGT

Horizontální přenos genetické informace (také laterální genový transfer či jiné kombinace těchto slov, zkratky HGT a LGT) je proces, při němž jeden organismus přijímá genetický materiál (DNA) jiného jedince, ačkoliv není jeho potomkem. Tím může získávat nové vlastnosti. Vyměňovaná DNA se někdy označuje jako promiskuitní DNA.
Naopak vertikální výměna genetické informace je tak v podstatě omezená jen na rozmnožování.

## HGT u prokaryot
Horizontální genový transfer je významným procesem v životě bakterií i archeí. Je také důvodem, jak mohou patogenní bakterie získávat rezistenci k antibiotikům. Rozeznáváme tři základní mechanismy:
- transformace - příjem DNA z okolního prostředí;
- konjugace - výměna DNA mezi bakteriemi pomocí speciálních struktur, tzv. pilusů;
- transdukce - výměna DNA pomocí bakteriálních virů (bakteriofágů), které ji mezi jednotlivými buňkami přenáší.[1]

## HGT u eukaryot
Horizontální genový transfer proběhl a probíhá i u eukaryotických organismů. Atypickým příkladem je výměna fragmentů DNA mezi jadernou DNA a DNA z semiautonomních organel (plastidy, mitochondrie). Tento tzv. endosymbiotický genový transfer vedl ke vzniku mitochondrií a plastidů v podobě, v jaké je u většiny druhů známe dodnes.
Různé studie však poukázaly i na výměnu DNA mezi bakteriemi a kvasinkou Saccharomyces cerevisiae, mezi kvasinkami různých rodů navzájem , z endosymbiotických bakterií Wolbachia do genomu zrnokaza čínského (Callosobruchus chinensis) i jiných živočichů, z rostlin čeledi Rafflesiaceae do genomu jejich parazitů a z chloroplastů neznámé rostliny do mitochondrií fazolu (Phaseolus).